# Idaea aridaria
Idaea aridaria là một loài bướm đêm trong họ Geometridae.